# Nonnosz

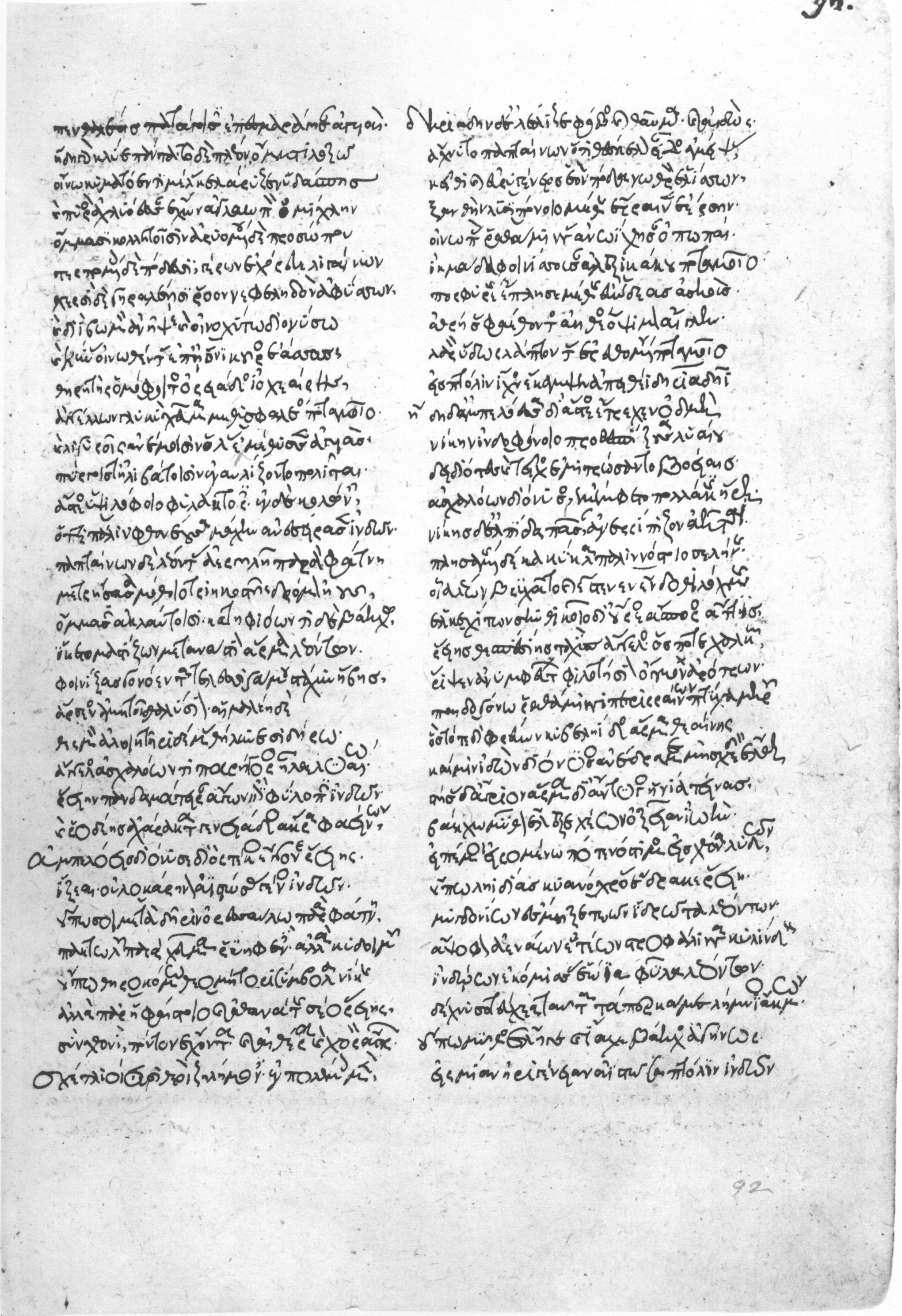
A Dionysiaká az 1280-ban írt kéziratban, Biblioteca Medicea Laurenziana, Firenze

Panopoliszi Nonnosz, (ógörög nyelven Νόννος) a mai Egyiptom területén található Panopoliszban (ma: Akhmim) született, a 4. század végén vagy az 5. században élt görög költő; a Dionysiaká című eposz szerzője.
Életéről szinte semmit nem tudni. Csak műveiből lehet következtetni arra, hogy fiatalon, amikor még pogány volt, írta nagy eposzát; később keresztény lett, és akkor írta át versben János evangéliumát (Metabole).

## Dionüszosz-eposz
A hatalmas terjedelmű Dionüszosz-eposz (Διονυσιακά / Dionysiaká) 48 énekből áll (mint az Iliasz és az Odüsszeia).  Dionüszosz isten indiai hadjáratát tárgyalja rendkívül körülményesen, a cselekmény folyamatosságát zavaró sokféle mítosz unos-untalan bevonásával. Szerkezete teljesen széteső, még a hős alakja sem tartja össze. A mű Zeusz Európában tett látogatásával kezdődik, maga Dionüszosz csak a nyolcadik énekben születik meg.
Érdekesség, hogy a szerző kétszáz évvel a kereszténység államvallássá tétele után antik eposzt írt, „még egyszer, utoljára, egy egyiptomi monumentalitású műben összefoglalva az egész görög szenttörténetet.” Pogány szelleme ellenére Bizáncban még a 13. században is másolták.
Nonnosz gondosan kidolgozott hexameterekben írt, szigorú verselési technikáját később többen követték (pl. Musaeus, Paulus Silentiariust és mások).
Eposzát először a holland Gerhard Falkenburg (1535–1578) adta ki 1569-ben.

## Műve magyarul
- Görög Költők Antológiája. Onlineː http://mek.oszk.hu/07000/07081/